# Egyptair-Flug 763
Der Egyptair-Flug 763 (Flugnummer: MS763, Funkrufzeichen: EGYPTAIR 763) war ein internationaler Charterflug der Egyptair am 19. März 1972 von Kairo nach Aden. Auf diesem Flug wurde kurz vor der Landung auf dem Flughafen Aden die eingesetzte Maschine des Typs Douglas DC-9-32 des Inex Adria Aviopromet in ein Gebirgsmassiv geflogen, wobei alle 30 an Bord befindlichen Insassen starben. Es handelte sich zum damaligen Zeitpunkt um den schwersten Flugunfall im Südjemen, zudem ist es der derzeit zweitschwerste im vereinigten Jemen beziehungsweise der schwerste der zivilen Luftfahrt im Jemen.

## Maschine
Bei der betroffenen Maschine handelte es sich um eine Douglas DC-9-32, die im Werk von McDonnell Douglas in Long Beach im Bundesstaat Kalifornien endmontiert wurde. Das Flugzeug trug die Werknummer 47503, es handelte sich um die 587. Douglas DC-9 aus laufender Produktion. Das Roll-out der Maschine erfolgte am 24. März 1970, am 27. April 1970 wurde die Maschine an die Inex Avia Aviopromet ausgeliefert, bei der sie mit dem Luftfahrzeugkennzeichen YU-AHR in Betrieb ging. Ab Oktober 1971 war die Maschine an Egyptair verleast. Das zweistrahlige Schmalrumpfflugzeug war mit zwei Turbojettriebwerken des Typs Pratt & Whitney JT8D-9 ausgestattet.

## Insassen
Den internationalen Charterflug von Kairo nach Aden hatten 21 Passagiere angetreten, es befand sich eine neunköpfige Besatzung an Bord.

## Unfallhergang
Die Maschine befand sich bei widrigen Wetterverhältnissen und schlechter Sicht auf dem Endanflug auf die Landebahn 08 des Flughafens Aden, der nach Sichtflugregeln durchgeführt wurde, als sie gegen die Flanke des Jebel Shamsan, des höchsten Gipfels des Aden-Kraters, geflogen wurde, eines inaktiven Vulkans, der sich sieben Kilometer nordöstlich des Flughafens Aden befindet. Die Maschine explodierte beim Aufprall und brannte aus, alle 30 Insassen kamen ums Leben.

## Ursache
Die voll steuerbare Maschine war von den Piloten in dem Berg gesteuert worden (Controlled flight into terrain). Es konnte nicht geklärt werden, weshalb der Anflug überhaupt im Sichtflug durchgeführt wurde, obwohl die schlechten Sichtverhältnisse ganz klar einen Instrumentenflug nahegelegt hätten.